# Letis orcynia
Letis orcynia là một loài bướm đêm trong họ Erebidae.